# مجلس قضاء تمنراست

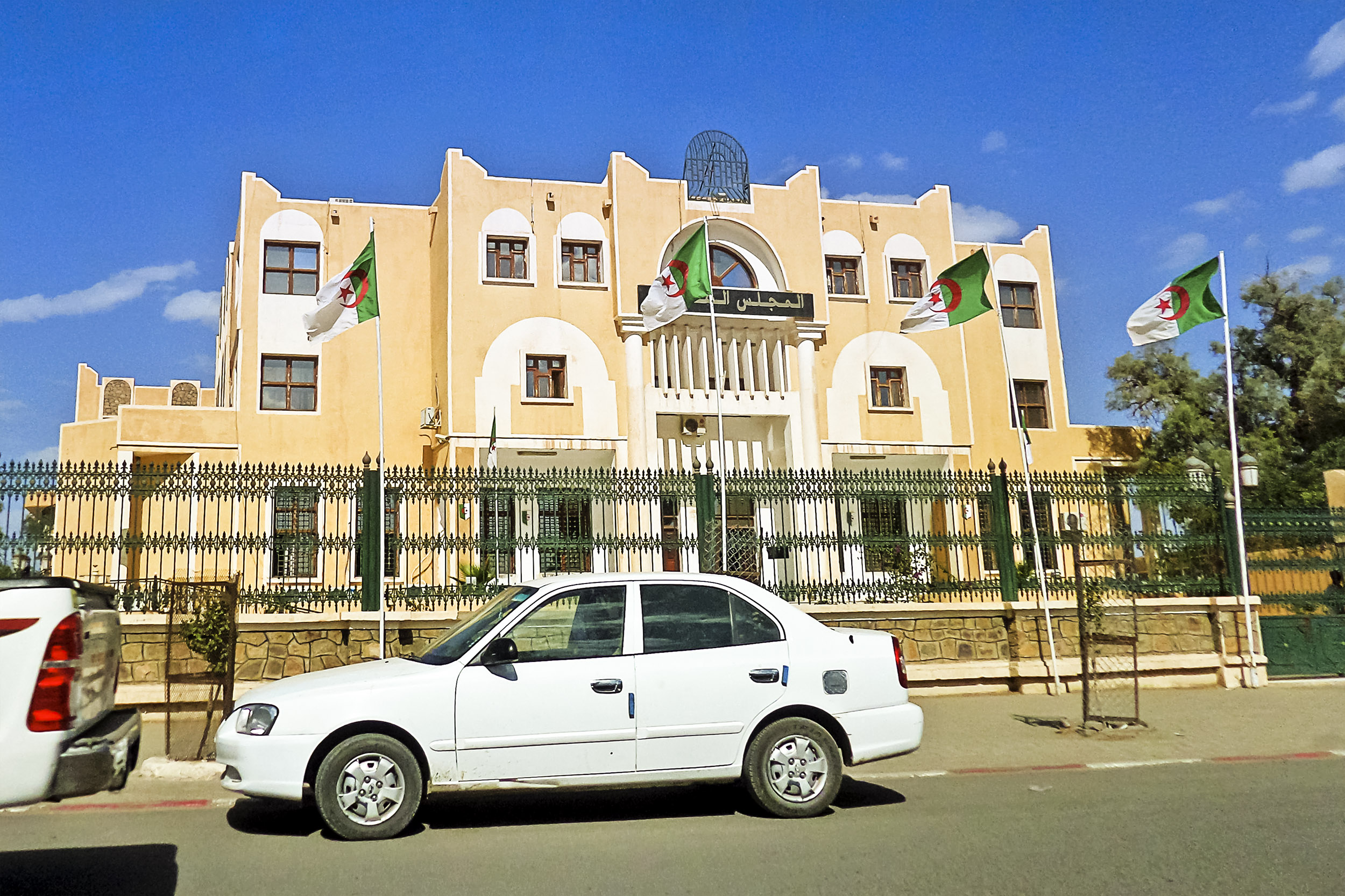
مقر المجلس

مجلس قضاء تمنراست أنشئ بموجب أمر رقم 73/74 المؤرخ في 12 يوليو 1974 المتضمن أحداث المجالس القضائية ويقع مقر المجلس في وسط المدينة بتامنراست حيث يتربع على مساحة تقدر بـ 4300 م²، وبدأ العمل فيه بتاريخ 12 ديسمبر 2016، بعد تدشينه من طرف وزير العدل حافظ الأختام.